# Welington de Melo
Welington de Melo (Guapé, 1946. november 17. – Rio de Janeiro, 2016. december 21.) brazil matematikus. A dinamikus rendszerek elméletében szerzett hírnevet. Doktori tanácsadója Jacob Palis volt.